# Nyköping (commune)
La commune de Nyköping est une commune suédoise du comté de Södermanland. Environ 57 060 personnes y vivent (2020). Son chef-lieu se situe à Nyköping.

## Architecture
- Château de Tistad
- Château de Nyköping